# Rhoptria obsoleta
Rhoptria obsoleta är en fjärilsart som beskrevs av Loritz 1954. Rhoptria obsoleta ingår i släktet Rhoptria och familjen mätare. Inga underarter finns listade.